# دلية كمرة

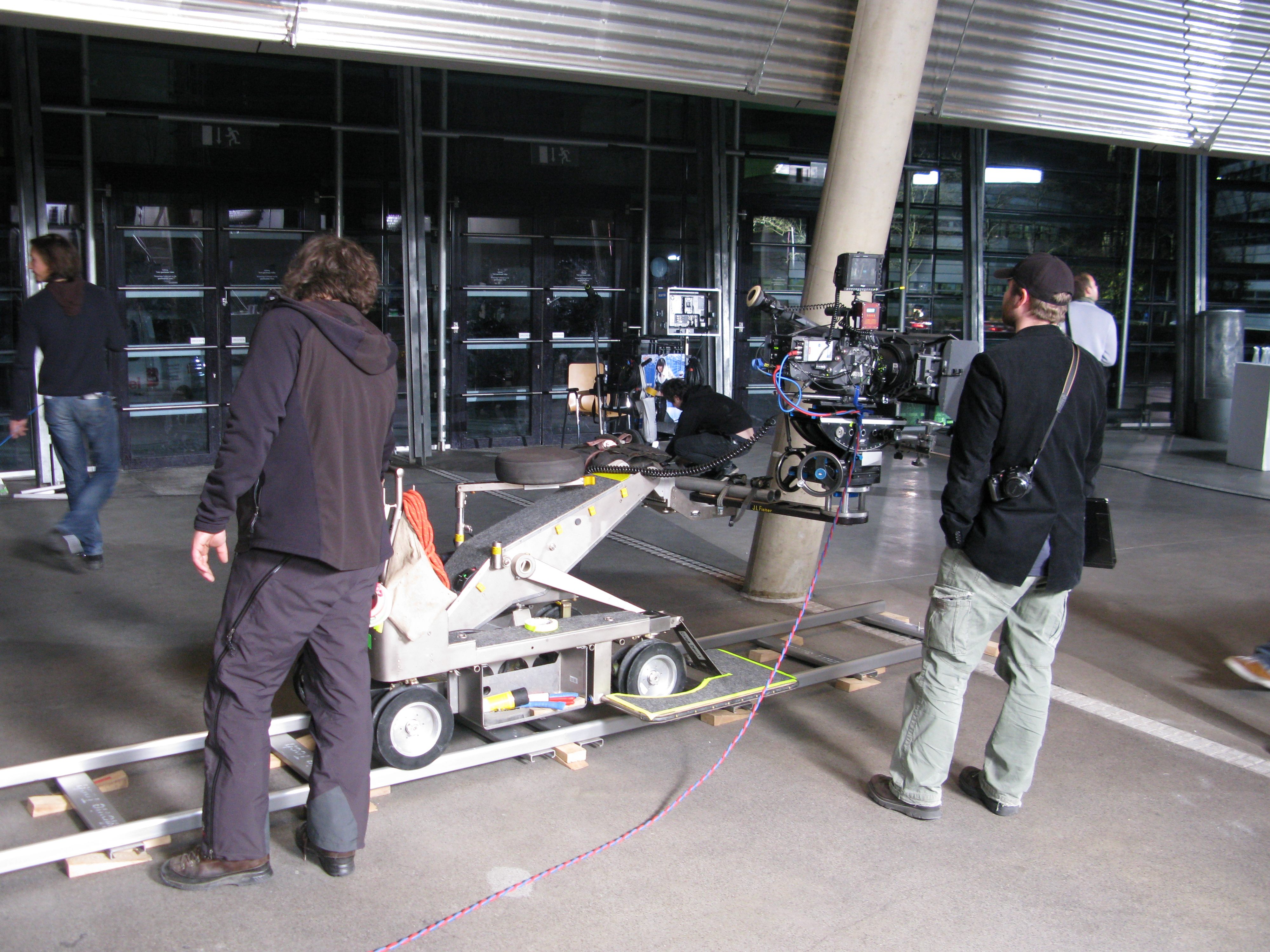
دُلية كمرة موضوعة على مسار

الدُّلية هي عربة بعجلات أو جهاز مشابه يستخدم في صناعة الأفلام والإنتاج التلفازي لإنشاء حركات كمرة أفقية سلسة. تُثبت الكمرة على الدُّلية ويركب مشغل الكمرة ومساعده على الدُّلية لدفعها للخلف وللأمام. تُستخدم دُلية الكمرة بشكل عام لإنتاج الصور التي تتضمن تحريك الكمرة باتجاه أو بعيدًا عن موضوع ما أثناء تسجيل اللقطة وهي تقنية تُعرف باسم لقطة زاحفة أو لقطة الدُّلية.

## الصور

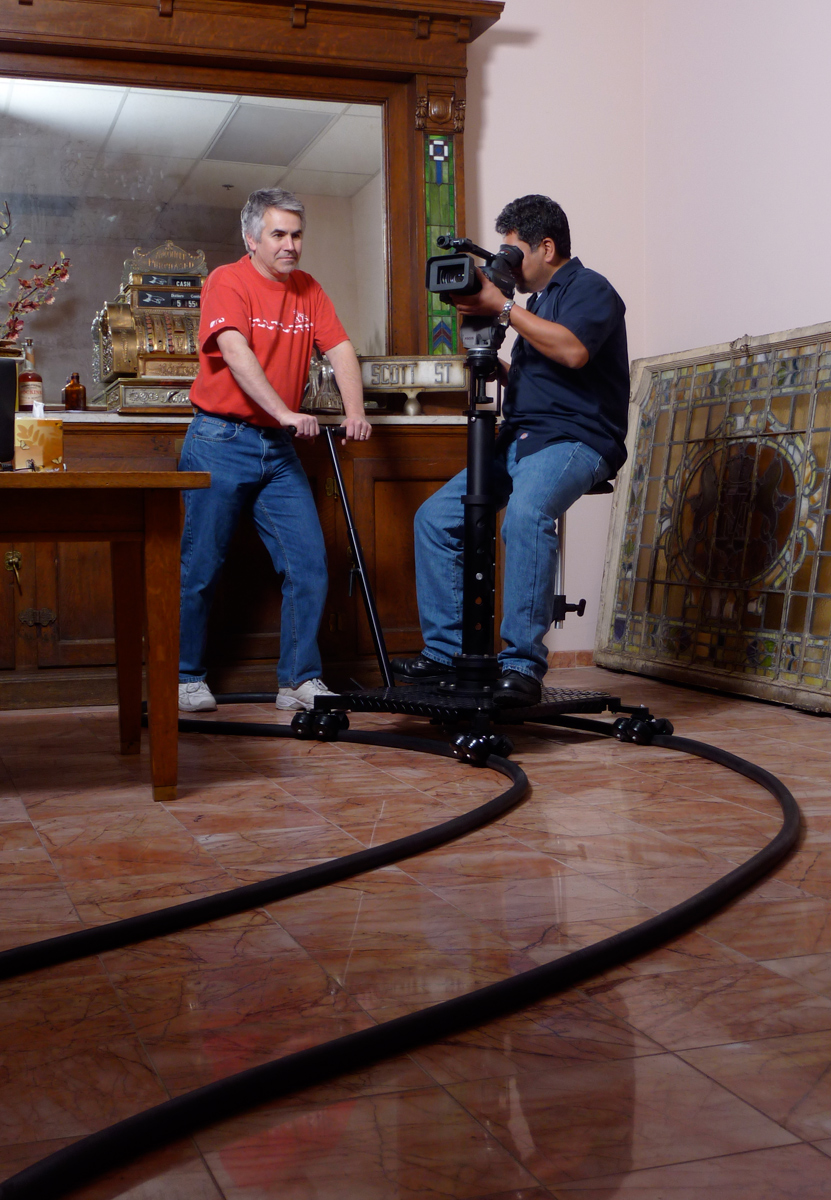
دُلية على مسار وهي ذات مقعد
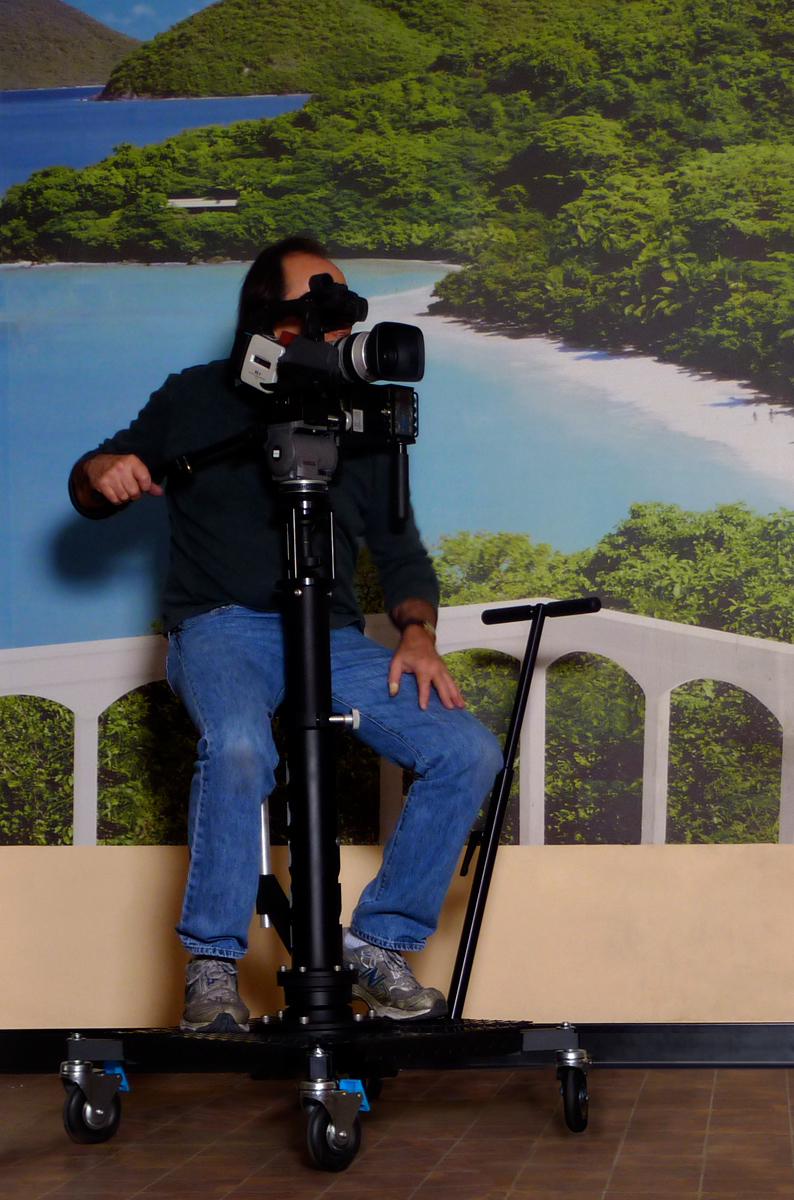
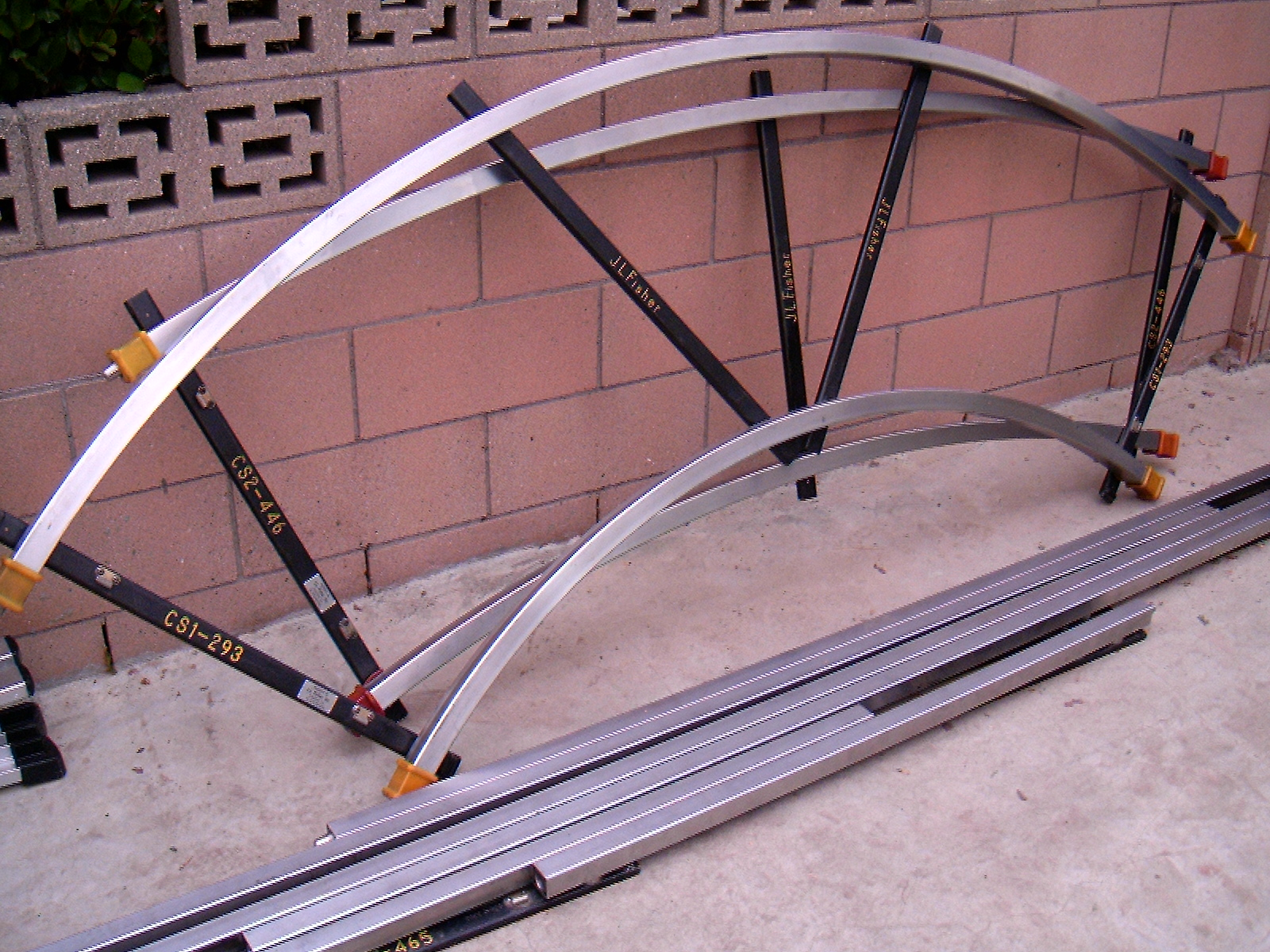
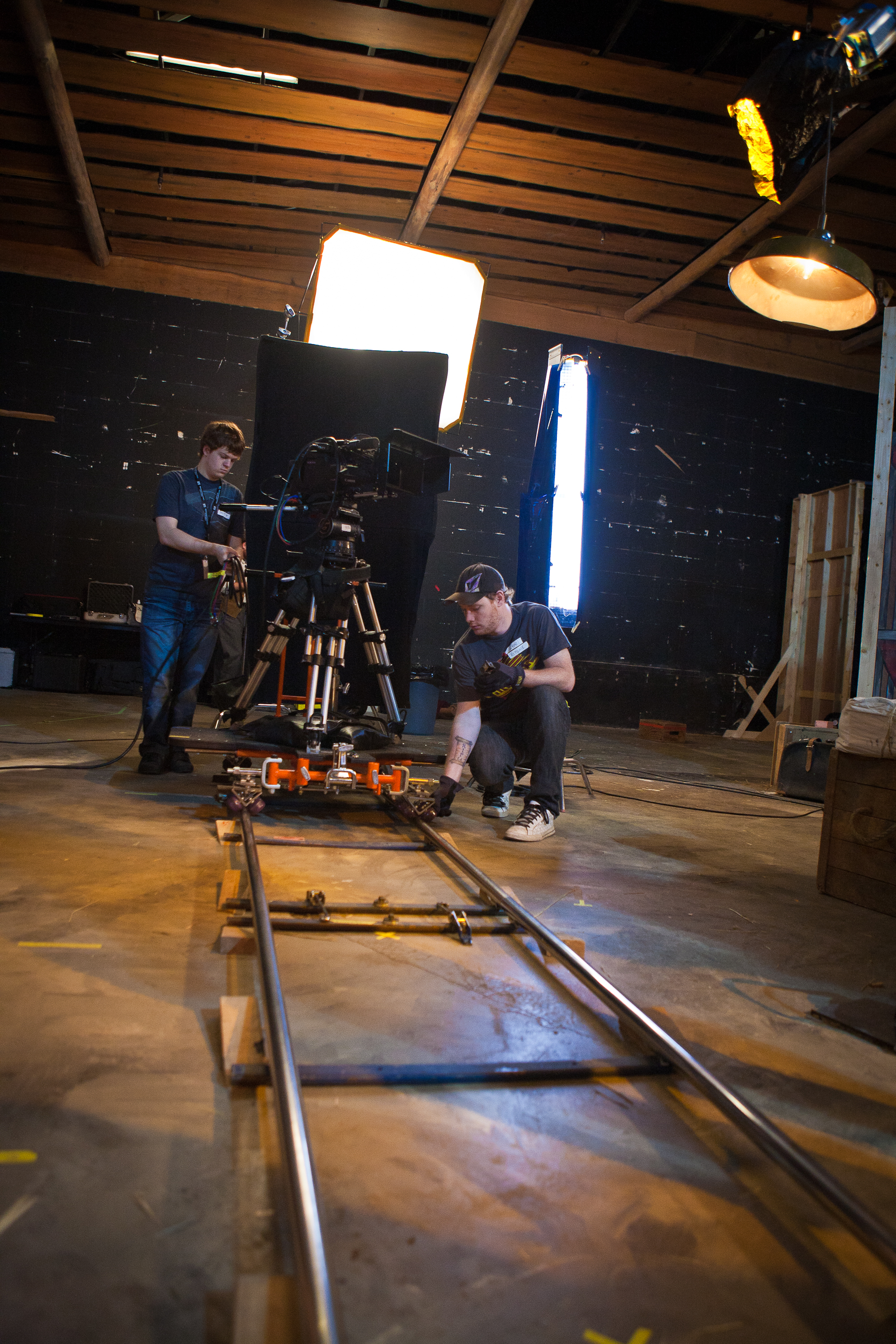
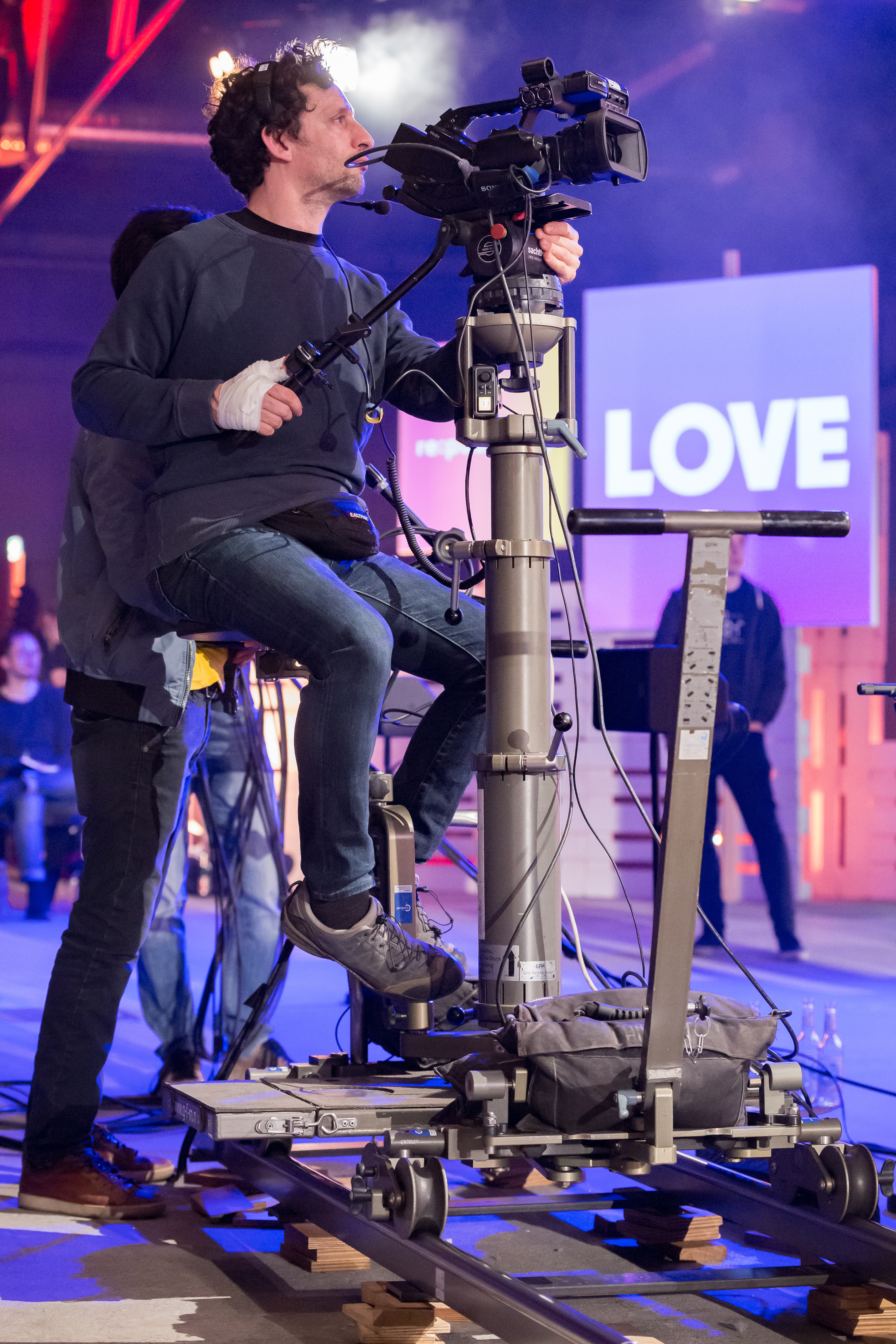